# Imara Reis
Imara dos Reis Ferreira, conhecida como Imara Reis (Rio de Janeiro, 14 de fevereiro de 1948), é uma atriz e diretora teatral brasileira. Célebre especialmente por seu extenso trabalho no teatro e no cinema nacional. É vencedora de 3 kikitos no Festival de Gramado, 3 troféus no Festival de Brasília, além de várias outras premiações.
Em 2023 foi agraciada com o título de Doutor Honoris Causa pela Universidade Federal Fluminense, devido a sua contribuição as artes em mais de 50 anos de carreira.
Ao longo de mais de quatro décadas de atividade em cinema, Imara trabalhou com importantes diretores brasileiros, dentre eles Norma Bengell, Carlos Reichenbach, Guilherme de Almeida Prado, Alberto Salvá, Sérgio Bianchi, Oswaldo Caldeira, André Sturm e Sérgio Toledo.

## Biografia
Seu primeiro contato com o teatro foi no Colégio Santa Marcelina, onde participou do grupo teatral. Formou-se em Letras (francês e português) pela Universidade Federal Fluminense, onde também fez Teatro, no Grupo Laboratório, juntamente com Tonico Pereira e José Carlos Gondim, e cursou a pós-graduação em Teatro pela Escola de Comunicação e Artes da USP. 
Em 1973, convidada por Tonico Pereira, passou a integrar o Grupo Chegança, de Luis Mendonça, do qual faziam parte, entre outros, Ilva Niño, Sônia de Paula, Tony Ferreira, Adélia Sampaio, Tânia Alves e Elba Ramalho. Neste grupo, participou dos espetáculos "As Incelenças", "Viva o Cordão Encarnado" e o musical "Lampião no inferno", onde trabalhou com o lendário Madame Satã. Lampião no inferno teve sua estreia e temporada suspensas pela Censura, sendo levado para São Paulo. Logo depois participou de "Porandubas Populares", sob a direção de Mario Masetti e , a seguir, foi aprovada no teste para a estreia nacional de "Lição de Anatomia", de Carlos Mathus. Nesta época começou a trabalhar como atriz de publicidade, e participou de inúmeros comerciais. No mesmo ano, também foi integrante do elenco da primeira montagem de "Calabar", obra de autoria composta por Chico Buarque e Ruy Guerra.
No final dos anos 1970, em viagem de estudos à Europa, fez cursos de especialização em Paris e Madri, além de ter protagonizado seu primeiro curta-metragem, "Sílvia", de Helena Rocha (1978).
Em 2010, a editora Imprensa Oficial de São Paulo publicou, pela série Perfil da coleção Aplauso, uma biografia de Imara Reis por Thiago Sogayar Bechara, intitulada "Van Filosofia".

### Carreira na televisão

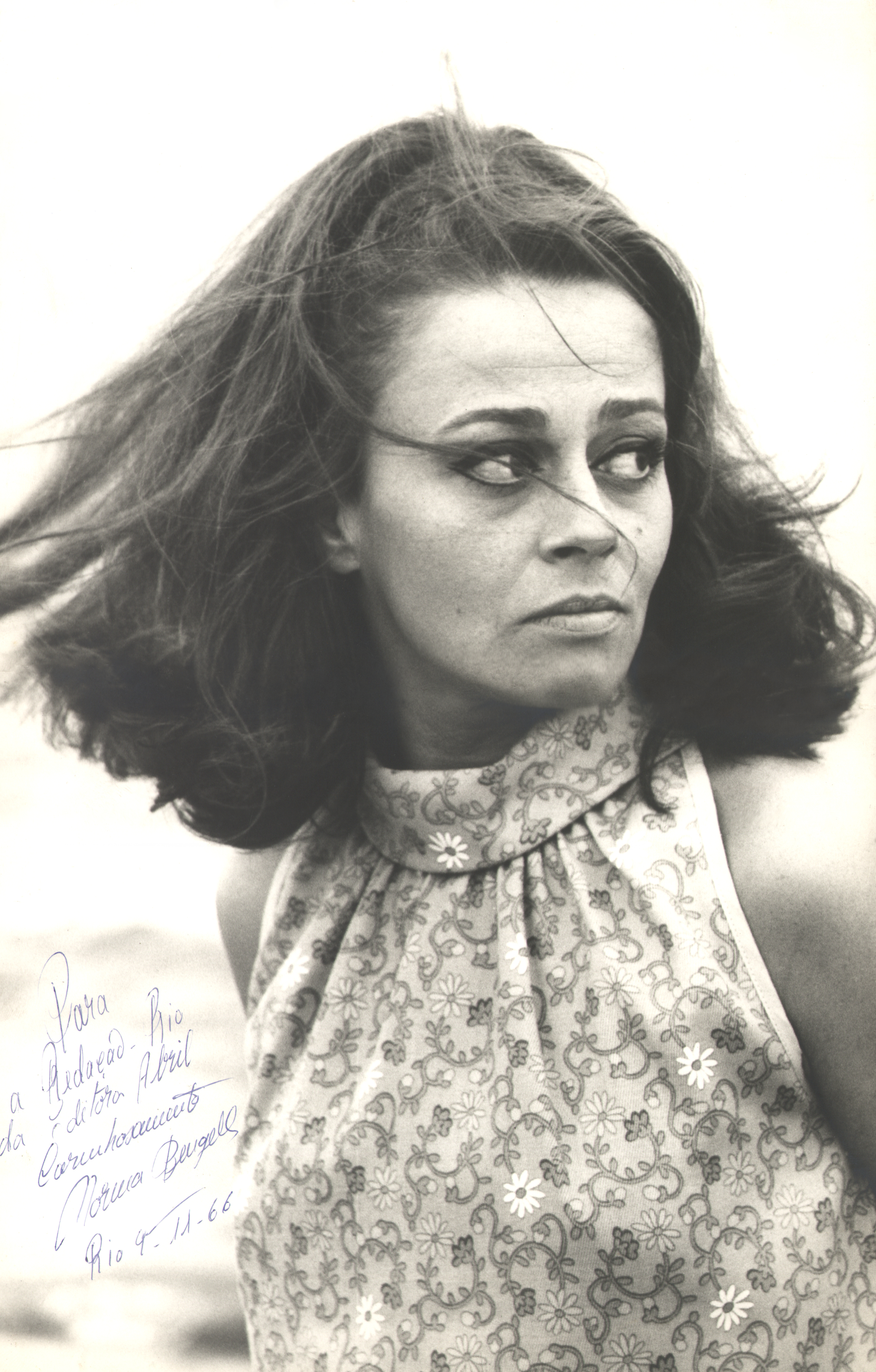
Imara trabalhou com Norma Bengell (foto) em Os Adolescentes (1981)

Iniciou sua trajetória em 1979 na telenovela Dinheiro Vivo, da Rede Tupi, interpretando Marilu; além de atuar, dois anos mais tarde, com o mesmo nome em Os Adolescentes, na Rede Bandeirantes, obra no qual trabalhou com a atriz Norma Bengell. Em 1982, deu vida a Norma em Ninho da Serpente e, cinco anos depois, foi para Rede Globo encarnar na pele de Vera, na segunda fase de Mandala. Concluiu a década como Katy na obra francesa Les Cavaliers aux yeux verts.
No início da década de 1990, retornou ao Brasil para viver a advogada Carmem na minissérie Meu Marido e como Santa na telenovela Salomé. Dois anos mais tarde, foi Diana em Contos de Verão. Em 1995, interpretou Eleonora na obra A Idade da Loba e, nos dois anos seguintes, esteve no episódio "Vida Perdidas" do programa Você Decide e atuou como Guilhermina Caldas Penteado em Os Ossos do Barão. Concluiu o decênio participando outra vez do Você Decide, desta vez no episódio "O Flagrante", e encarnou na pele de Helena em Chiquititas.
Em 2001, participou da telenovela O Direito de Nascer como Mercedes. Posteriormente, foi narradora da obra É a Vovozinha!, na TV Brasil.

### Carreira no cinema
Estreou nas telonas em 1979 como Vera em Inquietações de Uma Mulher Casada. No início da década de 1980, esteve no elenco de Post Scriptum, além de ser convidada para participar de Retrato Falado de uma Mulher sem Pudor. Em 1983, participou do filme Doce Delírio e foi Sabrina em Flor do Desejo. Neste último, foi eleita 'Melhor Atriz' pelo Prêmio Governador do Estado. Dois anos mais tarde, interpretou Flora em Sonho sem Fim, conquistando novamente o Kikito no Festival de Gramado. Entre 1986 e 1987, participou do curta-metragem Obscenidades, atuou nos longas Filme Demência como Dóris e Cigana, onde foi eleita 'Melhor Atriz Coadjuvante pelo Festival de Gramado. Foi diversos personagens em A Dama do Cine Shanghai e Helena Trauberg em Vera.
No ano seguinte, deu vida a Neuza em Jardim de Alah, eleita 'Melhor Atriz Coadjuvante' pela terceira vez no Festival de Gramado, além de protagonizar uma mulher abandonada pelo amante em Três Moedas na Fonte. Posteriormente, atuou em Jorge, um Brasileiro e Romance, onde ganhou o prêmio de 'Melhor Atriz' pelo Festival de Brasília. Encerrou o decênio como Peidolina em O Grande Mentecapto, eleita duas vezes como 'Melhor Atriz Coadjuvante' no Festival do Rio e pela Cinesesc.
No início da década de 1990, fez participação especial em Manobra Radical e foi protagonista do curta-metragem Mano a Mano, sendo eleita 'Melhor Atriz' pela segunda vez no Festival de Brasília. Em 1993 a 1996, atuou nos curtas A Voz do Morto, A Resignação e Piccola crônica. Posteriormente, esteve nos longas O Guarani como Dona Laureana e A Hora Mágica como Angelita. No primeiro ano do Século XXI, interpretou Flor em Minha Vida em Suas Mãos, conquistando pela terceira vez o Festival de Brasília, desta vez na categoria de 'Melhor Atriz Coadjuvante'.
Em 2004, esteve no curta-metragem O Sequestro e, no ano seguinte, em Ímpar Par. Em 2008, viveu Teresinha em Onde Andará Dulce Veiga? e a matriarca Antônia Santana em Remissão, além de encarnar na pele de Dedé em Bodas de Papel. Posteriormente, fez aparição nos curtas A Mais Forte e Nova Bandeira Para a Nação. Em 2011, participou dos filmes Amanhã Nunca Mais como confeiteira Dulce e Família Vende Tudo como Eunice. No ano seguinte, integrou o elenco de 5 Horas Rumo Norte. Em 2016, interpretou Mary em Magal e os Formigas, encerrando o decênio no ano seguinte pela obra Fica Mais Escuro Antes do Amanhecer.

## Filmografia

### Cinema
| Ano  | Título                                 | Personagem            |
| ---- | -------------------------------------- | --------------------- |
| 2022 | O Segundo Homem                        | Marluce               |
| 2018 | Fica Mais Escuro Antes do Amanhecer    | Nilde                 |
| 2016 | Magal e os Formigas                    | Mary                  |
| 2011 | Amanhã Nunca Mais                      | Confeiteira           |
| 2011 | Família Vende Tudo                     | Eunice                |
| 2008 | Bodas de Papel                         | Dedé                  |
| 2008 | Onde Andará Dulce Veiga?               | Teresinha             |
| 2007 | Remissão                               | Dona Antônia Santana  |
| 2001 | Minha vida em suas mãos                | Flor                  |
| 1999 | A Hora Mágica                          | Angelita Alves        |
| 1996 | O Guarani                              | Laureana              |
| 1991 | Manobra Radical                        | Eunice                |
| 1989 | O Grande Mentecapto                    | Dona Peidolina        |
| 1988 | Jardim de Alah                         | Neuza                 |
| 1988 | Jorge, um brasileiro                   | Helena                |
| 1988 | Romance                                | Regina                |
| 1987 | A dama do Cine Shanghai                | Carmem/ Sabrina/ Lila |
| 1987 | Vera                                   | Helena Truberg        |
| 1986 | Filme demência                         | Dóris                 |
| 1986 | Sonho Sem Fim                          | Flora                 |
| 1984 | Flor do desejo                         | Sabrina               |
| 1983 | Doce Delírio                           | —                     |
| 1982 | Retrato falado de uma mulher sem pudor | Ana Maria             |
| 1981 | P.S.: Post Scriptum                    | —                     |
| 1979 | Inquietações de Uma Mulher Casada      | Vera                  |

curta-metragem
| Ano  | Título                     | Personagem        | Direção                       |
| ---- | -------------------------- | ----------------- | ----------------------------- |
| 1978 | Sílvia                     | Sílvia            | Helena Rocha, rodado em Paris |
| 1986 | Obscenidades               | Helena            | Roberto Henkin                |
| 1988 | Três moedas na fonte       | Amante            | Cecílio Neto                  |
| 1991 | Mano a mano                | Morena            | Eduardo Caron                 |
| 1993 | A Voz do morto             |                   | Sérgio Zeigler e Vitor Angelo |
| 1994 | A Resignação               | Mulher na praça   | Cláudio Coelho Neto           |
| 1996 | Piccola crônica            | Mulher experiente | Humberto Neiva                |
| 2004 | O Sequestro                |                   | Dácio Pinheiro                |
| 2005 | Impar par                  | Dona Mara         | Esmir Filho                   |
| 2009 | A Mais Forte               | Mariana           | Ricky Mastro                  |
| 2009 | Nova Bandeira Para a Nação | Membro do Governo | Paulo Marcelo do Vale         |
| 2011 | Luna                       | Anna Maria        | Fiona Murguia                 |
| 2012 | 5 Horas Rumo Norte         | Dora              | Paula Sabbaga                 |
| 2024 | Operação Enjoei do Bingo   | Senhora           | Vinícius de Araújo            |
| 2024 | Onde as Flores Crescem     | Margarida         | Felipe de Lima                |

### Televisão
| Ano  | Título                                 | Personagem                  | Notas                              |
| ---- | -------------------------------------- | --------------------------- | ---------------------------------- |
| 1975 | Teatro 2                               | Izabel                      | Episódio: "A Escada"               |
| 1979 | Dinheiro Vivo                          | Marilu                      |                                    |
| 1981 | Os Adolescentes                        | Marilu Magalhães            |                                    |
| 1982 | Ninho da Serpente                      | Norma Taques Penteado Reis  |                                    |
| 1987 | Mandala                                | Vera                        |                                    |
| 1989 | Les Cavaliers aux yeux verts           | Katy                        | (para TV francesa)                 |
| 1991 | Meu Marido                             | Carmem                      |                                    |
| 1991 | Salomé                                 | Santa                       | [ 67 ]                             |
| 1993 | Você Decide                            | Tânia Bricman               | Episódio: "A chance de ouro"       |
| 1993 | Contos de Verão                        | Diana                       | [ 68 ]                             |
| 1995 | A Idade da Loba                        | Eleonora Barroso            |                                    |
| 1996 | Você Decide                            | —                           | Episódio: "A Invasão dos Bárbaros" |
| 1996 | Você Decide                            | Episódio: "Vidas Partidas"  |                                    |
| 1997 | Os Ossos do Barão                      | Guilhermina Caldas Penteado |                                    |
| 1998 | Você Decide                            | —                           | Episódio: "O Flagrante"            |
| 1998 | Você Decide                            | Episódio: "Laura"           |                                    |
| 1998 | Você Decide                            | Episódio: "A Mulher Ideal"  |                                    |
| 1998 | Chiquititas                            | Helena Kruegger             | Temporadas 3–4                     |
| 1999 | Mulher                                 | Mirtes                      | Episódio: "Prazeres e Limites"     |
| 1999 | Amor que fica                          | Lídia                       |                                    |
| 2001 | O Direito de nascer                    | Mercedes                    |                                    |
| 2002 | Joana e Marcelo, Amor (Quase) Perfeito | Lídia                       |                                    |
| 2009 | Força-Tarefa                           | Maria Eduarda               | 1 episódio                         |
| 2012 | É a Vovozinha!                         | Apresentadora               | [ 69 ]                             |

## Teatro[70]

### Como atriz
| Ano     | Título                                             | Autor                                                                     | Personagem          |
| ------- | -------------------------------------------------- | ------------------------------------------------------------------------- | ------------------- |
| 2025    | A Casa de Bernarda Alba                            | Federico García Lorca                                                     | (voz em off)        |
| 2016    | Anti-Comics, Desconstruindo Os Super-Heróis        | Sonia Daniel                                                              | A Mulher Maravilha  |
| 2013-14 | Ricardo III                                        | William Shakespeare                                                       | Marcelo Lazzaratto  |
| 2009    | O Ano do Pensamento Mágico                         | Joan Didion                                                               | Joan                |
| 2008    | Dois Irmãos                                        | Milton Hatoum                                                             | Zana                |
| 2008    | Macbeth, A Peça escocesa                           | William Shakespeare                                                       | Bruxa/ Criada       |
| 2005    | Madame de Sade                                     | Yukio Mishima                                                             | Madame de Montreuil |
| 2003    | Non é vero, é Verissimo                            | Luis Fernando Verissimo adaptado pela própria Imara e por Ricardo Peixoto |                     |
| 2003    | Quase Nada / Distante                              | Marcos Barbosa/ Caryl Churchill                                           |                     |
| 2001    | Vidas calientes                                    | Luque Daltrozo                                                            | Amália              |
| 2000    | O Vison voador                                     | Ray Cooney e John Chapmann                                                | Dona Rosita         |
| 1997    | Fedra                                              | Racine                                                                    | Fedra               |
| 1994    | As Bruxas                                          | Santiago Moncada                                                          |                     |
| 1992    | Um Caso de Amor                                    | David Stevens                                                             | Joyce               |
| 1992    | Trapo                                              | Cristóvão Tezza                                                           | Izolda Petrovski    |
| 1991    | A Sauna                                            | Nell Dunn                                                                 | Violet              |
| 1989-90 | Trair e Coçar É Só Começar                         | Marcos Caruso                                                             | Inês                |
| 1988    | As Mais fortes                                     | textos de Irene Ravache e August Strindberg                               | Helena/ Senhora X   |
| 1986-87 | Divinas palavras                                   | Ramón del Valle-Inclán                                                    | Mari Gaila          |
| 1985    | Senhora                                            | José de Alencar, adaptação de Osmar Rodrigues Cruz                        | Lídia Soares        |
| 1982    | Otelo                                              | William Shakespeare                                                       | Bianca              |
| 1981    | Aqui entre nós                                     | Esther Góes                                                               |                     |
| 1979    | A Resistência                                      | Maria Adelaide Amaral                                                     | Bel                 |
| 1978    | Vejo um vulto na janela, me acudam que sou donzela | Leilah Assumpção                                                          | Reni                |
| 1977    | Se chovesse vocês estragavam todos                 | Clóvis Levi e Tania Brandão                                               | Professora          |
| 1975    | Lição de anatomia                                  | Carlos Malthus                                                            | Mulher suicida      |
| 1975    | Lampião no inferno                                 | Luiz Marinho                                                              | Anjo/ cangaceira    |
| 1975    | Porandubas populares                               | Carlos Queiróz Telles                                                     | Baronesa de Tatuí   |
| 1974    | Viva o cordão encarnado                            | Luiz Marinho                                                              | Penha               |
| 1973    | Calabar                                            | Chico Buarque e Ruy Guerra                                                |                     |
| 1973    | As Incelenças                                      | Luiz Marinho                                                              |                     |
| 1970    | Prometeu acorrentado                               | Ésquilo                                                                   |                     |
| 1969    | O Futuro está nos ovos                             | Eugène Ionesco                                                            |                     |

### Como diretora
| Ano     | Título                           | Autor                              | Notas               |
| ------- | -------------------------------- | ---------------------------------- | ------------------- |
| 2024    | Os Fuzis da Senhora Carrar       | Bertolt Brecht                     | Leitura dramatizada |
| 2023    | Grito de Partida                 | da obra de Gianfrancesco Guarnieri |                     |
| 2019    | Mais que Pena!                   | da obra de Martins Pena            |                     |
| 2019    | Mau Encontro                     | Guilherme Mattos                   |                     |
| 2013    | Os Monólogos da Vagina           | Eve Ensler                         |                     |
| 2008-09 | Nos Campos de Piratininga        | Renata Pallottini                  |                     |
| 2008    | Nany People Salvou meu Casamento | Bruno Motta e Daniel Alves         |                     |
| 2002    | Nossa Vida é uma Bola            |                                    |                     |

## Premiações
| Ano  | Premiação                          | Categoria                | Trabalho                 | Resultado | Ref.   |
| ---- | ---------------------------------- | ------------------------ | ------------------------ | --------- | ------ |
| 2008 | Festival de Cinema de Natal        | Melhor Atriz Coadjuvante | Onde Andará Dulce Veiga? | Venceu    |        |
| 2000 | 34º Festival de Cinema de Brasília | Melhor Atriz coadjuvante | Minha Vida em suas Mãos  | Venceu    | [ 46 ] |
| 1991 | 24º Festival de Cinema de Brasília | Melhor Atriz             | "Mano a Mano"            | Venceu    | [ 39 ] |
| 1989 | Festival de Cinema de Natal        | Melhor Atriz Coadjuvante | "Jardim de Alah"         | Venceu    | [ 33 ] |
| 1988 | Festival de Cinema de Brasília     | Melhor Atriz             | Romance                  | Venceu    | [ 36 ] |
| 1988 | 4º Rio-Cine Festival               | Melhor Atriz             | "Três Moedas na Fonte"   | Venceu    |        |
| 1988 | 16º Festival de Cinema de Gramado  | Melhor Atriz Coadjuvante | "Jardim de Alah"         | Venceu    |        |
| 1986 | 14º Festival de Cinema de Gramado  | Melhor Atriz coadjuvante | Sonho Sem Fim            | Venceu    | [ 28 ] |
| 1986 | 14º Festival de Cinema de Gramado  | Melhor Atriz Coadjuvante | Filme Demência           | Venceu    |        |
| 1984 | 1º Festival de Cinema de Caxambu   | Melhor Atriz             | Flor do Desejo           | Venceu    |        |
| 1983 | Prêmio Governador do Estado de SP  | Melhor Atriz             | Flor do Desejo           | Venceu    |        |